# Triaenodes
Triaenodes is een geslacht van schietmotten uit de familie Leptoceridae.

## Soorten
Deze lijst van 236 stuks is mogelijk niet compleet.
- T. aba LJ Milne, 1935
- T. aberrans (G Marlier, 1965)
- T. abruptus OS Flint, 1991
- T. acanthus RW Holzenthal & T Andersen, 2004
- T. africanus Ulmer, 1907
- T. akosua T Andersen & RW Holzenthal, 2001
- T. akua T Andersen & RW Holzenthal, 2002
- T. albicornis Ulmer, 1905
- T. allax A Neboiss & A Wells, 1998
- T. amma T Andersen & RW Holzenthal, 2001
- T. anomalus OS Flint, 1967
- T. apicatus L Navas, 1934
- T. apicomaculatus W Mey, 1990
- T. assimilis (Banks, 1937)
- T. atalomus A Neboiss & A Wells, 1998
- T. aureus DE Kimmins, 1962
- T. balticus W Wichard & PC Barnard, 2005
- T. barbarae A Neboiss & A Wells, 1998
- T. baris HH Ross, 1938
- T. bernaysae K Korboot, 1964
- T. bicolor (J. Curtis, 1834)
- T. bifasciatus L Navas, 1934
- T. bifidus S Jacquemart, 1966
- T. bilobatus L Yang & JC Morse, 2000
- T. boettcheri Ulmer, 1930
- T. borealis Banks, 1900
- T. botosaneanui G Marlier, 1978
- T. bulupendek T Andersen & RW Holzenthal, 1999
- T. calamintella W Mey, 1995
- T. calcaratus AV Martynov, 1928
- T. camurus A Neboiss & A Wells, 1998
- T. canus L Navas, 1933
- T. celatus A Neboiss & A Wells, 1998
- T. clarus S Jacquemart, 1961
- T. clauseni RW Holzenthal & T Andersen, 2004
- T. clavatus (Mosely, 1932)
- T. cloe (HA Hagen, 1859)
- T. columbicus Ulmer, 1909
- T. conjugatus A Neboiss & A Wells, 1998
- T. connatus HH Ross, 1959
- T. conspersus (P Rambur, 1842)
- T. contartus S Jacquemart & B Statzner, 1981
- T. copelatus A Neboiss & A Wells, 1998
- T. corallinus DE Kimmins, 1962
- T. corynotrus A Neboiss & A Wells, 1998
- T. costalis DE Kimmins, 1962
- T. cumberlandensis DA Etnier & JD Way, 1973
- T. cuspiosus A Neboiss & A Wells, 1998
- T. cuyotenango RW Holzenthal & T Andersen, 2004
- T. cymulosus A Neboiss & A Wells, 1998
- T. cheliferus (Mosely, 1932)
- T. chirripo RW Holzenthal & T Andersen, 2004
- T. darfuricus Mosely, 1936
- T. delicatus L Navas, 1924
- T. demoulini S Jacquemart, 1967
- T. detruncatus AV Martynov, 1924
- T. dibolia A Neboiss & A Wells, 1998
- T. difformis Mosely, 1932
- T. dipsius HH Ross, 1938
- T. dolabratus DG Gibbs, 1973
- T. doryphorus A Neboiss & A Wells, 1998
- T. drepana A Neboiss & A Wells, 1998
- T. dubius Mosely, 1934
- T. dusrus F Schmid, 1965
- T. dysmica A Neboiss & A Wells, 1998
- T. elegantulus Ulmer, 1908
- T. empheirus A Neboiss & A Wells, 1998
- T. esakii M Tsuda, 1941
- T. etheira A Neboiss & A Wells, 1998
- T. excisus DE Kimmins, 1957
- T. eximius F Schmid, 1994
- T. falculatus DE Kimmins, 1956
- T. fantasio F Schmid, 1994
- T. fijianus Mosely, 1941
- T. flavescens Banks, 1900
- T. flintorum RW Holzenthal & T Andersen, 2004
- T. florida HH Ross, 1941
- T. foliformis L Yang & JC Morse, 2000
- T. forficatus A Neboiss & A Wells, 1998
- T. fortunio F Schmid, 1994
- T. fossilis W Wichard & PC Barnard, 2005
- T. frontalis Banks, 1907
- T. fulvus L Navas, 1931
- T. furcellus HH Ross, 1959
- T. fuscinulus A Neboiss & A Wells, 1998
- T. gazella (HA Hagen, 1859)
- T. ghana DE Kimmins, 1957
- T. gibberosus A Neboiss & A Wells, 1998
- T. grifo H Malicky, 2005
- T. guadaloupe RW Holzenthal & T Andersen, 2004
- T. hastatus Ulmer, 1908
- T. hauseri W Mey, 1998
- T. helo LJ Milne, 1934
- T. hickini DE Kimmins, 1957
- T. hirsutus S Jacquemart, 1966
- T. hodgesi RW Holzenthal & T Andersen, 2004
- T. hoenei F Schmid, 1959
- T. hornitos RW Holzenthal & T Andersen, 2004
- T. hybos W Mey, 1998
- T. ignitus (Walker, 1852)
- T. imakus DG Gibbs, 1973
- T. implexus A Neboiss & A Wells, 1998
- T. indicus AV Martynov, 1936
- T. inflexus JC Morse, 1971
- T. injustus (HA Hagen, 1861)
- T. insulanus Ulmer, 1951
- T. insularis L Navas, 1936
- T. intecta W Mey, 2003
- T. internus R McLachlan, 1875
- T. intricata A Neboiss, 1977
- T. iphis H Malicky, 2005
- T. jakutanus AV Martynov, 1910
- T. jubatus A Neboiss, 1982
- T. kalydon H Malicky, 2005
- T. kawraiskii AV Martynov, 1909
- T. kilambe RW Holzenthal & T Andersen, 2004
- T. kimilus Mosely, 1939
- T. kofi T Andersen & RW Holzenthal, 2002

- T. kwabena T Andersen & RW Holzenthal, 2002
- T. kwadwo T Andersen & RW Holzenthal, 2001
- T. kwaku T Andersen & RW Holzenthal, 2002
- T. kwame T Andersen & RW Holzenthal, 2002
- T. kwasi T Andersen & RW Holzenthal, 2002
- T. laamii M Dakki, 1980
- T. laciniatus A Neboiss & A Wells, 1998
- T. lanceolatus DE Kimmins, 1957
- T. lankarama F Schmid, 1958
- T. legonus Mosely, 1939
- T. levanidovae (JC Morse & TS Vshivkova, 1997)
- T. longispinus DE Kimmins, 1962
- T. loriai L Navas, 1932
- T. lurideolus W Mey, 1990
- T. manni Banks, 1936
- T. marginatus CK Sibley, 1926
- T. mataranka A Neboiss & A Wells, 1998
- T. melacus HH Ross, 1947
- T. melanopeza A Neboiss & A Wells, 1998
- T. menestheus H Malicky, 2005
- T. mexicanus RW Holzenthal & T Andersen, 2004
- T. minos H Malicky, 2005
- T. moncho RW Holzenthal & T Andersen, 2004
- T. mondoanus DE Kimmins, 1962
- T. morai RW Holzenthal & T Andersen, 2004
- T. moselyi DE Kimmins, 1962
- T. mouldsi A Neboiss & A Wells, 1998
- T. narkissos H Malicky, 2005
- T. nesiotinus A Neboiss & A Wells, 1998
- T. nicaraguensis RW Holzenthal & T Andersen, 2004
- T. nigrolineatus DE Kimmins, 1962
- T. niwai M Iwata, 1927
- T. notalius A Neboiss & A Wells, 1998
- T. nox HH Ross, 1941
- T. nymphaea A Neboiss & A Wells, 1998
- T. oaxacensis RW Holzenthal & T Andersen, 2004
- T. ochraceus (C Betten & Mosely, 1940)
- T. ochreellus R McLachlan, 1877
- T. odysseus H Malicky, 2005
- T. oidipus H Malicky, 2005
- T. ornatus Ulmer, 1915
- T. palpalis Banks, 1920
- T. patroklos H Malicky & P Chantaramongkol, 2006
- T. pelias H Malicky, 2005
- T. pellectus Ulmer, 1908
- T. penelope H Malicky, 2005
- T. pentheus H Malicky, 2005
- T. perissotes A Neboiss & A Wells, 1998
- T. perna HH Ross, 1938
- T. peruanus OS Flint & L Reyes-Arrunategui, 1991
- T. phalacris HH Ross, 1938
- T. piceus DE Kimmins, 1957
- T. plutonis (Banks, 1931)
- T. polystachius (G Marlier, 1957)
- T. probolius A Neboiss & A Wells, 1998
- T. proserpina H Malicky, 2005
- T. proszynskii (G Marlier & L Botosaneanu, 1968)
- T. proteus H Malicky, 2005
- T. qinglingensis L Yang & JC Morse, 2000
- T. reclusus A Neboiss & A Wells, 1998
- T. resimus A Neboiss & A Wells, 1998
- T. reuteri R McLachlan, 1880
- T. rufescens AV Martynov, 1935
- T. rutellus A Neboiss & A Wells, 1998
- T. scottae FM Gibon, 1982
- T. schmidi (KL Manuel & AP Nimmo, 1984)
- T. semigraphatus W Mey, 1990
- T. sericeus L Navas, 1935
- T. serratus Ulmer, 1912
- T. sertata W Mey, 2003
- T. siculus (KH Barnard, 1934)
- T. silvanus H Malicky, 2005
- T. simulans B Tjeder, 1929
- T. sinicus Ulmer, 1932
- T. sinis H Malicky, 2005
- T. smithi HH Ross, 1959
- T. spoliatus W Mey, 1998
- T. stipulosus A Neboiss & A Wells, 1998
- T. taenius HH Ross, 1938
- T. tafanus DE Kimmins, 1962
- T. tajo RW Holzenthal & T Andersen, 2004
- T. talamanca RW Holzenthal & T Andersen, 2004
- T. tanzanicus J Olah, 1986
- T. tapanti RW Holzenthal & T Andersen, 2004
- T. tardus LJ Milne, 1934
- T. telefominicus K Kumanski, 1979
- T. teneratus A Neboiss & A Wells, 1998
- T. teresis A Neboiss & A Wells, 1998
- T. teuthras H Malicky, 2005
- T. theiophorus A Neboiss & A Wells, 1998
- T. themis H Malicky & T Prommi, 2006
- T. thespios H Malicky, 2005
- T. tico RW Holzenthal & T Andersen, 2004
- T. tofanus DG Gibbs, 1973
- T. torresianus A Neboiss & A Wells, 1998
- T. toxeres A Neboiss & A Wells, 1998
- T. transversarius W Mey, 1990
- T. triaenodiformis (Ulmer, 1930)
- T. tridontus HH Ross, 1938
- T. trifidus DE Kimmins, 1957
- T. triquetrus A Neboiss & A Wells, 1998
- T. trivulcio F Schmid, 1994
- T. troubati FM Gibon, 1982
- T. tuxtlensis RW Holzenthal & T Andersen, 2004
- T. unanimis R McLachlan, 1877
- T. uncatus DE Kimmins, 1962
- T. ustulatus DE Kimmins, 1962
- T. uvidus A Neboiss & A Wells, 1998
- T. verberatus A Neboiss & A Wells, 1998
- T. vespertinus A Neboiss & A Wells, 1998
- T. virgulus A Neboiss & A Wells, 1998
- T. voldus Mosely, 1953
- T. wambanus Mosely, 1939
- T. wannonensis A Neboiss & A Wells, 1998
- T. woldai RW Holzenthal & T Andersen, 2004
- T. xanthos H Malicky, 2005
- T. zarudnyi AV Martynov, 1928
- T. zetes H Malicky, 2005